# Lo Pont del Casso
Pont del Casso (en francès Pont-du-Casse) és un municipi francès del departament d'Òlt i Garona, a la regió de la Nova Aquitània.

## Demografia
| 1962                                       | 1968  | 1975  | 1982  | 1990  | 1999  | 2007  |
| ------------------------------------------ | ----- | ----- | ----- | ----- | ----- | ----- |
| 802                                        | 1.798 | 2.405 | 3.485 | 4.479 | 4.259 | 4.305 |
| Des de 1962: població sense dobles comptes |       |       |       |       |       |       |

## Administració
| Període | Identitat       | Partit |
| ------- | --------------- | ------ |
| 1965-   | Gilbert Fongaro | UMP    |